# 爱尔福特区
爱尔福特区（德語：Bezirk Erfurt）是德意志民主共和国的一个区（Bezirk），行政中心为爱尔福特。

## 历史
该区与其他东德的十三个区成立于1952年7月25日，替代了德国传统上的联邦州行政区划。1990年10月3日两德统一后，该区成为了图林根的一部分。

## 下分区划
该区下分15个县（Kreise）：计2个城市县（Stadtkreise）、13个乡村县（Landkreise）。
- 城市县：爱尔福特、魏玛
- 乡村县：Apolda、Arnstadt、Eisenach、Erfurt-Land、Gotha、Heiligenstadt、Langensalza、Mühlhausen、Nordhausen、Sömmerda、Sondershausen、Weimar-Land、Worbis